# ويل ريبيرو
ويل ريبيرو (بالبرتغالية: Will Ribeiro) هو ملاكم تايلندي برازيلي، ولد في 17 فبراير 1983 في Campo Grande, Rio de Janeiro ‏ في البرازيل.

## وصلات خارجية
- ويل ريبيرو على موقع شيردوغ (الإنجليزية)
- ويل ريبيرو على موقع IMDb (الإنجليزية)